# Valentim Gentil
Valentim Gentil là một đô thị ở bang São Paulo của Brasil. Đô thị này nằm ở vĩ độ 20º25'20" độ vĩ nam và kinh độ 50º05'15" độ vĩ tây, giữa các thành phố Votuporanga và São Paulo. Trên khu vực có độ cao 510 m. Dân số năm 2004 ước tính là 9.990 người. 
Đô thị này có diện tích 149,66 km².

## Sông ngòi
- Sông São José dos Dourados
- Ribeirão do Marinheiro

### Các xa lộ
- SP-320